# Aa (Indonesië)
Aa is een plaats in de Indonesische provincie Zuid-Sulawesi (Sulawesi Selatan) op het eiland Sulawesi.